# San Jorge (Uruguay)
San Jorge est une ville de l'Uruguay située dans le département de Durazno. Sa population est de 545 habitants.

## Population
| Année | Population |
| ----- | ---------- |
| 1963  | 182        |
| 1975  | 173        |
| 1985  | 230        |
| 1996  | 376        |
| 2004  | 545        |

Référence,.